# الپرسبوتل
الپرسبوتل (به آلمانی: Elpersbüttel) یک شهر در آلمان است که در دیمارشن واقع شده‌است. الپرسبوتل ۹۰۹ نفر جمعیت دارد.